# Jorge de Zápolya
El conde Jorge de Zápolya de Szepes (en húngaro: Szapolyai György) (c. 1488 – Mohács, 29 de agosto de 1526) fue un noble aristócrata húngaro del siglo XVI.

## Biografía
Jorge era hijo del conde Esteban de Zápolya, nádor de Hungría, y de su esposa Eduviges Piast. Entre sus hermanos mayores se hallaba Juan de Zápolya, quien era voivoda de Transilvania, y un personaje muy influyente en el Reino de Hungría. Por la preponderante personalidad de su hermano (Juan de Zápolya) quedó relegado de la vida política, siendo Juan de Zápolya quien obtuvo el mayor protagonismo.
En 1504 Jorge de Zápolya se comprometió en matrimonio con Isabel Corvina, la hija del conde Juan Corvino, hijo ilegítimo del fallecido rey Matías Corvino de Hungría. Pero Isabel murió pronto  y el matrimonio nunca se celebró. En 1526 los turcos otomanos invasores avanzaron hacia los territorios húngaros y forzaron al rey Luis II de Hungría a enfrentarlos en una batalla abierta. De esta manera se sucedió la batalla de Mohács, a la cual asistió Jorge de Zápolya junto al arzobispo de Kalocsa Pablo Tomori y fueron nombrados comandantes supremos de los ejércitos.  Juan de Zápolya,, el hermano mayor de Jorge no llegó a tiempo al enfrentamiento. Los húngaros no recibieron ayuda y el desenlace fue una derrota total. El rey Luis II murió, junto a él Pablo Tomori, Jorge de Zápolya, miles de soldados y nobles húngaros.
Luego de que muriese el rey, Juan de Zápolya se hizo coronar inmediatamente como Juan I de Hungría, mientras el príncipe germánico Fernando I de Habsburgo se hizo coronar como antirrey. Entre ambos surgirá una pugna por el trono que finalizará en 1540 con la muerte del conde húngaro.